# Григорьев, Сергей Юрьевич (хоккеист)
Сергей Юрьевич Григорьев (род. 2 июня 1967, Горький) — советский и российский хоккеист, нападающий. Мастер спорта СССР.

## Биография
Воспитанник горьковского «Торпедо». Выступал за команды «Сокол» Новочебоксарск (1984/85 — 1986/87, 1989/90 — 1994/95, 1996/97 — 1997/98), «Торпедо» (1986/78, 1988/89 — 1989/90, 1993/94), СКА МВО Калинин (1987/88), «Кварц» Бор (1989/90), «Торпедо-2» (1993/94), «Нефтяник» Альметьевск (1994/95 — 1995/96).
В составе «Торпедо» в высшей лиге СССР провёл три сезона (1986/87, 1988/89 — 1989/90), сыграл 57 матчей. В МХЛ в сезоне-1993/94 сыграл шесть матчей.
С 2023 года — региональный представитель Ночной хоккейной лиги в Нижегородской области.